# Siège de Boulogne-sur-Mer (1492)
Le siège de Boulogne se déroula du 18 octobre au 3 novembre 1492.

## Histoire
Henri VII d'Angleterre à la tête d'un corps expéditionnaire de 12 000 hommes commença à assiéger la ville de Boulogne-sur-Mer à partir du 18 octobre 1492. Après quinze jours de siège, Français et Anglais signèrent le Traité d'Etaples, le 3 novembre.
Le siège fut de courte durée, les troupes anglaises se retirèrent à Calais et Henry VII retourna en Angleterre. Cinquante ans plus tard, d'autres tentatives anglaises contre Boulogne furent menées par le fils d'Henri VII, Henri VIII. 
Le siège s'est avéré être une démonstration de force réussie et Henry VII s'est vu offrir des conditions très favorables par Charles VIII, notamment la fin du soutien français au prétendant au trône d'Angleterre Perkin Warbeck qui fut expulsé du royaume de France. 
Par  le traité d'Etaples, le roi d'Angleterre abandonnait le contrôle de la Bretagne au roi de France. En contrepartie, les Français versaient une indemnité de 742 000 couronnes, payable à 50 000 couronnes par an, au roi d'Angleterre.